# Lago Hammond
El lago Hammond  (en inglés: Hammond Lake) es un cuerpo de agua ubicado en el sur de la isla Gran Malvina, en las islas Malvinas, siendo la segunda masa de agua dulce más grande de la isla después del lago Sulivan. Se ubica entre la bahía Moreno y el puerto Edgardo (este último es por donde desagüa). También se halla cerca del asentamiento de Puerto Moreno.